# Separadament junts
Separadament junts (títol original en anglès, Alone Together) és una pel·lícula de drama romàntic estatunidenc del 2022 escrita i dirigida per Katie Holmes. La pel·lícula és protagonitzada per la mateixa Holmes, Jim Sturgess, Derek Luke, Melissa Leo, Zosia Mamet i Becky Ann Baker. Es va exhbir al Festival de Cinema de Tribeca el 14 de juliol de 2022 i es va estrenar als cinemes dels Estats Units el 22 de juliol de 2022 amb la distribució de Vertical Entertainment. S'ha doblat al català central, i també al valencià per a À Punt.

## Sinopsi
La pel·lícula se centra en dos desconeguts que comparteixen un pis d'Airbnb a l'estat de Nova York durant el confinament de la COVID-19.

## Repartiment
- Katie Holmes com a June[2]
- Jim Sturgess com a Charlie[2]
- Derek Luke com a John
- Melissa Leo com a Deborah
- Zosia Mamet com a Margaret
- Becky Ann Baker com a Jan

## Producció
Katie Holmes va escriure el guió de la pel·lícula al principi del confinament el 2020. Separadament junts, produïda per la seva nova productora anomenada Lafayette Pictures, és la seva segona pel·lícula com a directora. Va produir la pel·lícula amb Jordan Yale Levine, Jordan Beckerman i Jesse Korman de Yale Productions, i Shaun Sanghani, propietari d'SSS Entertainment.

## Estrena
La pel·lícula es va estrenar al Festival de Cinema de Tribeca el 14 de juliol de 2022. Vertical Entertainment va adquirir els drets de distribució als Estats Units. La pel·lícula es va estrenar als cinemes el 22 de juliol de 2022 i es va estrenar a la carta el 29 de juliol de 2022.

## Rebuda
L'agregador de ressenyes Rotten Tomatoes informa que el 30% dels 37 crítics van donar a la pel·lícula una crítica positiva, amb una valoració mitjana de 4,70 punts sobre 10. El consens dels crítics del lloc diu: "La directora Katie Holmes adopta un enfocament atractiu de la seva història, però no n'hi ha prou per compensar els personatges insípids d'Alone Together i la seva previsibilitat general".